# Todeszelle Nr. 5
Todeszelle Nr. 5 (englisch I Wouldn’t Be in Your Shoes ‚Ich will nicht in deiner Haut stecken‘) ist ein US-amerikanischer Kriminalfilm unter Regie von William Nigh mit Don Castle, Elyse Knox und Regis Toomey in den Hauptrollen. Der Film noir wurde von Monogram Pictures produziert und basiert auf der Kurzgeschichte I Wouldn’t Be in Your Shoes von Cornell Woolrich. Gedreht wurde der Film von Ende Januar bis Anfang Februar 1948 in Hollywood. Die Premiere des Films fand am 23. Mai 1948 statt. In der Bundesrepublik Deutschland kam er am 27. Juli 1951 in die Kinos, in Österreich im Mai 1952.

## Handlung
Der wegen Mordes zum Tod verurteilte Tom Quinn rekapituliert die Geschehnisse, die ihn ins Gefängnis gebracht haben.
Tom ist Stepptänzer und mit der Tanzlehrerin Ann verheiratet. Eines Nachts lassen ihn schreiende Katzen nicht in den Schlaf kommen. Er wirft mit seinen Tanzschuhen, um die Tiere zu verscheuchen. Er will die Schuhe zurückholen, kann sie aber nicht finden. Am folgenden Morgen findet Ann die Schuhe im Hausflur vor der Wohnungstür.
Am Nachmittag desselben Tages wird der wohlhabende Otis Wantner ermordet in einer Baracke in der Nähe aufgefunden. Fußspuren lassen darauf schließen, dass der Täter ein schlanker Tänzer sein könnte. Inspektor Judd leitet die Ermittlungen. Tom findet eine Brieftasche mit 2.000 Dollar, die er zur Polizei bringen will. Ann schlägt vor, eine Woche zu warten, um zu sehen, ob eine Verlustanzeige in der Zeitung erscheint. Judd kommt auf Tom als Tatverdächtigen, als er einen Spurenabgleich mit Schuhen aus dem Geschäft macht, in dem Tom seine Schuhe gekauft hat. Er schreitet jedoch nicht gleich zur Verhaftung, sondern will abwarten, dass ihn Tom zu dem Geld führt, das Wantner gestohlen wurde. Als Tom ein teures Geschenk für Ann kauft, wird er zusammen mit seiner Frau verhaftet.
Während des Verhörs beteuert Tom seine Unschuld. Da Tom nichts über das Geld aussagt, hoffen die Polizisten, dass Ann sie zu den 2.000 Dollar führt. Sie wird freigelassen und beschattet. Tom wird des Raubmordes angeklagt, ihm droht die Todesstrafe. Auf Grund des belastenden Schuhabdrucks wird er zum Tod auf dem elektrischen Stuhl verurteilt. Judd hat sich in Ann verliebt und bietet ihr an, den Fall nochmals zu untersuchen, um Tom freizubekommen. Er verdächtigt nun John Kosloff, einen ehemaligen Untermieter der Quinns, der jedoch ein wasserdichtes Alibi vorweisen kann.
In der Gegenwart erinnert sich Tom an Anns letzten Besuch und bereitet sich auf seine Hinrichtung vor. Judd gesteht Ann unterdessen seine Liebe und erzählt ihr, er habe ihr ein teures Appartement gekauft. In Ann regt sich der Verdacht, dass Judd der Mörder ist und benachrichtigt dessen Kollegen. Kurz vor Toms Hinrichtung erzählt Judd Ann von seiner schon lange währenden Bewunderung für sie. Ann bringt Judd dazu, den Mord zu gestehen, was seine Kollegen mithören. Als sie zur Festnahme schreiten, greift Judd zur Waffe und wird erschossen. Tom ist rehabilitiert und wird freigelassen.

## Kritiken
„Mit kleinem Budget unaufwendig, aber routiniert entwickelter Krimi mit geschickt gedrechselter Spannung, der das bedrückende Klima der Romanvorlage von Cornell Woolrich atmosphärisch dicht einfängt.“

Matthias Merkelbach merkte im Portal Der Film Noir an, unter Freunden des B-Films genieße der Film bis heute einen guten Ruf. De facto sei das Problem des Films, dass er inzwischen praktisch nicht verfügbar ist, demgegenüber er mit Blick auf Form und Inhalt kaum Mängel aufweise. Erst zum Ende hin stolpere der Handlungsverlauf, wenn die Auflösung des Rätsels und der Schlussteil des Films sich allzu abrupt nach Schema F vollziehe.
Im Buch The Early Film Criticism of François Truffaut wird Truffauts Kritik, die er für das Magazin Arts schrieb, zitiert. Truffaut lobte den Film als einen der besten, wenn nicht sogar den besten, Detektivfilm. Das unübliche Szenario der Vorlage wurde intelligent umgesetzt. Der Film komme ohne bekannte Darsteller aus und wurde schnell mit einem schmalen Budget abgedreht. Das Ergebnis sei mehr als respektable. Man finde keine Geschmacklosigkeiten. Die Führung der Darsteller, die Dialoge und der Szenenaufbau arbeiten exzellent zusammen in maximaler Effektivität.